# Altenberg (Bas-Rhin)
Der Altenberg ist ein 856 m hoher Berg im Elsass. Er liegt in den Vogesen etwa 12 km nordwestlich von Sélestat hauptsächlich auf dem Gebiet der Gemeinde von Neubois, erstreckt sich aber auch auf die Gemarkungen von Breitenau, Dieffenbach-au-Val, Fouchy, La Vancelle, Lièpvre und Rombach-le-Franc. Am höchsten Punkt des ausgedehnten Bergrückens, bei der Felsformation Rocher du Coucou (Kuckucksfelsen), steht ein Sendeturm für das Fernsehen. Auf dem östlich vorgelagerten, 703 m hohen Schlossberg thront die Ruine der Frankenburg.
Der Altenberg bei Neubois ist nicht zu verwechseln mit dem 1197 m hohen Altenberg bei Wildenstein in den Hochvogesen.